# Yen Press
Yen Press è una casa editrice statunitense di manga e romanzi a fumetti controllata da Kadokawa e Hachette Book Group.

## Titoli

### Serie originali
- La sedicesima luna
- The Clique
- The Dangerous Days of Daniel X
- The Dark-Hunters: Infinity
- Gossip Girl
- Shadowhunters - Le origini
- Intervista col vampiro
- Maximum Ride
- Nightschool
- Soulless
- Twilight: The Graphic Novel
- The World of Quest

### Manga
- Accel World
- Alice in the Country of Hearts
- Alice in the Country of Hearts: My Fanatic Rabbit
- Alice on Deadlines
- Another
- Azumanga daiō
- B. Ichi
- Bamboo Blade
- Barakamon
- Betrayal Knows My Name
- Black Butler
- Blade & Bastard
- Blood Lad
- Btooom!
- Cat Paradise
- Cirque du Freak
- Crimson-Shell
- Darker than Black
- Doubt
- Dragon Girl
- Durarara!!
- Game of Familia
- Handyman Saitou in Another World
- Hero Tales - Le cronache di Hagun
- Hidamari sketch
- Highschool of the Dead
- Higurashi no naku koro ni
- Hikari to tomo ni
- Himeyuka and Rozione's Story

- Honey Lemon Soda
- Ichiroh!
- I giorni della sposa
- I May Be a Guild Receptionist, But I'll Solo Any Boss to Clock Out on Time
- Il talismano
- Kaiju Girl Caramelise
- Kaoru Mori: Anything and Something
- Kaze no Hana
- Kieli
- Kingdom Hearts
- Kobato.
- Kore wa zombie desu ka?
- Koi to shinzō
- K-On!
- Kurokami
- La malinconia di Haruhi Suzumiya
- La scomparsa di Yuki Nagato
- L'innominabile sorella
- Love Quest
- The Misfortune of Kyon and Koizumi
- Mr. Flower Bride
- Mr. Flower Groom
- My Girlfriend's a Geek
- Nabari
- Not Love But Delicious Foods
- Now Playing
- Oninagi
- Pandora Hearts
- Please Put Them On, Takamine-san
- Puella Magi Madoka Magica

- Romeo × Juliet
- Sasameke
- Shoulder-a-Coffin Kuro
- Soul Eater
- Soul Eater Not!
- Spice and Wolf
- Spiral: The Bonds of Reasoning
- S.S. Astro
- Sumomomo Momomo
- Sundome
- Suzunari!
- Sword Art Online: Aincrad
- Sword Art Online: Fairy Dance
- Tale of the Waning Moon
- Tena on S-String
- Thermae Romae
- Triage X
- Übel Blatt
- Ugly Duckling's Love Revolution
- Umineko no naku koro ni
- Until Death Do Us Part
- Usagi Drop
- Welcome to the Erotic Bookstore
- Welcome to Wakaba-Soh
- Yotsuba &!
- ZOMBIE-LOAN

### Manhwa
- 11th Cat
- 13th Boy
- Angel Diary
- Aron's Absurd Armada
- The Antique Gift Shop
- Bring It On!
- Chocolat
- Comic
- Croquis Pop
- Cynical Orange
- Forest of Gray City

- Freak
- Gung - Palace Love Story
- Heavenly Executioner Chiwoo
- Hissing
- Jack Frost - The Amityville
- Laon
- Legend
- Moon Boy
- One Fine Day

- One Thousand and One Nights
- Raiders
- Pig Bride
- Real Lies
- Sarasah
- Sugarholic
- Time and Again
- Very! Very! Sweet
- You're So Cool

### Manhua
- An Ideal World
- Step
- The History of The West Wing
- Wild Animals

### Light novel
- Accel World
- Another
- Blade & Bastard
- Book Girl
- Gabby and Gator
- I May Be a Guild Receptionist, But I'll Solo Any Boss to Clock Out on Time
- La malinconia di Haruhi Suzumiya
- Kieli
- My Girlfriend's a Geek
- Spice and Wolf
- The Squat Bears
- Sword Art Online
- That Time I Got Reincarnated as a Slime

### Titoli europei
- Dystopia
- Toxic Planet
- Y Square
- Y Square Plus
- Goldilocks and the Seven Squat Bears